# Murfreesboro (Tennessee)
Murfreesboro è una città degli Stati Uniti d'America, capoluogo della contea di Rutherford, nello Stato del Tennessee.
Murfreesboro è la città del Tennessee con il più alto tasso di crescita (46 000 abitanti nel 1990, 69 000 nel 2000, 141 344 nel 2018, 152 769 nel 2020). Fa parte dell'area metropolitana di Nashville, ma non è corretto indicarla come sobborgo di questa. Murfreesboro dista infatti circa 56 km da Nashville ed ha una propria identità e una propria storia indipendenti.

## Storia
Fondata nel 1811 col nome di Cannonsburgh, in onore del politico e governatore del Tennessee Newton Cannon, venne poi rinominata Murfreesboro per omaggiare la memoria del colonnello Hardy Murfree, eroe della guerra d'indipendenza americana.
Murfreesboro è stata capitale dello Stato del Tennessee dal 1818 al 1826, quando la stessa venne trasferita proprio a Nashville.

## Università
Murfreesboro è sede della Middle Tennessee State University.